# 플라스틱 섹스
"플라스틱 섹스"는 한국에서 제작된 이세일 감독의 2010년 에로, 드라마 영화이다. 김진희 등이 주연으로 출연하였다.

## 출연

### 주연
- 김진희
- 유리
- 용복